# Návoly
Návoly (1899-ig Navojócz, szlovákul Návojovce) Simony városrésze Szlovákiában, a Trencséni kerület Simonyi járásában.

## Fekvése
A nyitrai löszfennsík keleti részén, Simony központjától 2 km-re északnyugatra, a Nyitrica jobb partján fekszik, Nagybélic és Szkacsány között.

## Története
Első fennmaradt írásos említése 1324-ből való, a nyitrai püspökség birtokösszeírásában „Navoy” néven szerepel. A falu már valószínűleg sokkal korábban települt, mivel már 1260-ban említik a Simonyi család birtokait a községgel kapcsolatosan. Ekkor átkelőhely is volt a határában. Nevét az egykori tulajdonosának nevéről vehette.
Előbb a Simonyiak, majd a Majthényiak a birtokosai. Előbbiek Zsigmond magyar királytól Návolyra és más birtokaikra új adományt kaptak, amiért 1426-ban a családtagok pereskedtek. 1448-ban Simonyi János és unokatestvére, György pereskedtek a falu egyik birtokán. 1450-ben a hrussói uradalom katonái támadtak a Simonyiak birtokaira. Mátyás király beavatkozása nyomán csak az 1460-as években állott be békésebb időszak. A Simonyiak több birtokukat zálogba voltak kénytelenek adni. 1477-ben Kereskényi Zsigmond lánya nyugtatja Simonyi rokonait itteni birtokáról. 1553-ban 4 elhagyott és 12 lakott portája állt. A 17. században a török veszedelemmel volt kénytelen megbírkózni. Valószínűleg a környező falvakhoz hasonlóan az újvári törökök ellátásához kellett hozzájárulniuk.
1715-ben 8 háztartása, 1778-ban 1 nemesi-, 14 jobbágytelke és 4 zsellér háztartása volt. Ekkoriban körülbelül 199 lakosa lehetett. 1828-ban 37 házát 255-en lakták. Többségében földművesek, kocsisok, napszámosok éltek itt. Földjeit legeltetésre is használták. 1857-ben legnagyobb birtokosai közt találjuk Kerencsi Ordódy Móricné Simonyi Jozefinát, aki Érsekújvárott lakott. 1867-ben örökösei, Bragianyné Ordódy Ilona és Schmidtné Ordódy Hedvig, illetve Laurentia és József osztoznak a birtokon. Tőlük vásárolja fel Salzberger Náthán zsidó és felesége, Hecht Karolina a földeket, amelyekből létrejött a Salzberger uradalom és több kisebb földbirtok is. 1867-ben szintén nekik adta el itteni birtokait özvegy Simonyiné Bulok Otília. A harmadik nagybirtokos Majthényi Ágost és felesége, Júlia voltak, akik a nyitranováki kastélyban laktak. Tőlük 1878-ban vásárolta meg Salzberger a birtokaikat. 1912-ben az utolsó Salzberger birtokosokként Józsefet, Idát és Jánost tüntetik fel. Ekkoriban 314-en, 1930-ban 341-en, 1940-ben 388-an, 1948-ban 387-en, 1961-ben 437-en, 1970-ben 475-en lakták a falut. Štefan Országh a birtokában lévő kocsmát és üzletet kinőve, létrehozott a faluban egy tejüzemet is.
1923-ban közkönyvtárat hoztak létre, melynek fenntartásához minden évben 50 fillérrel járultak hozzá a lakosok. Egyosztályos állami népiskola 1926-tól működött a faluban. Az iskola épületét ugyanezen évben kezdték el építeni, melyet a következő évben fejeztek be. Ez több évre adósságba kényszerítette a falut. 1942-ben Lica Salzberger a kultúrház építésére adományozott telket. A szlovák nemzeti felkelésben 12 helyi Baťa munkás vett részt. Három helyi lakos is elesett a harcokban, kettejüket a németek lőttek agyon, hatan fogságba estek. A falut 1945. április 4-én foglalta el a román hadsereg. 1952-ben termelőszövetkezetet hoztak létre. 1954-ben végbement a falu villamosítása. 1957-ben elkezdték a kultúrház építését is. 1961-ben kiépítették a helyi hangosbemondó hálózatot. Új családi házak felhúzásába fogtak, majd 1976-ban Simonyhoz csatolták a falut.
A falu harangja felirata alapján 1736-ból való.
Vályi András szerint „NAVAJÓCZ. Tót falu Nyitra Várm. földes Ura Simonyi Uraság, lakosai katolikusok, fekszik Szkatsánnak szomszédságában, és annak filiája, réttye, és legelője elég van, malmai Skacsányon, piatzozása Ozlányon, és Bajnán, fája nints, szőlő hegye, és földgye néhol tsekélyes.”
Fényes Elek szerint „Navojocz, tót falu, Nyitra vármegyében, Szkacsán fiókja, 240 kath., 15 zsidó lak. F. u. a nyitrai káptalan. Ut. p. Privigye.”
Nyitra vármegye monográfiája szerint „Návojócz, a Belanka-völgyben, Nagy-Bélicztől északra fekvő tót község, 218 r. kath. vallásu lakossal. Posta-, táviró- és vasúti állomása Nagy-Bélicz. 1324-ben »Návoj« (Nawoy) elnevezés alatt a Simonyi-család birtoka volt. Később a Majthényiak lettek földesurai.”
A trianoni békeszerződés előtt Nyitra vármegye Nyitrazsámbokréti járásához tartozott.

## Népessége
1910-ben 288, túlnyomórészt szlovák anyanyelvű lakosa volt.

## Neves személyek
- Itt hunyt el 1694-ben felsőcsúti Csuty Pál Nyitra vármegyei tisztviselő, Lednic várának kapitánya.

## Külső hivatkozások
- Simony város hivatalos honlapja
- E-obce.sk Archiválva 2008. szeptember 19-i dátummal a Wayback Machine-ben
- Obce info.sk
- Návoly Szlovákia térképén